# 경위도
경위도(영어: longitude and latitude)란 경도(longitude)와 위도(latitude)의 것으로 지구 및 천체 표면상에 위치(점)를 나타내기 위한 좌표 표현이다. 여기에서는 지리 좌표계에서 사용되는 경위도를 설명한다.
기본적으로 그 천체의 표면 지점의 수직 백터를 작성하고 그 방향을 구면 좌표로 표현한다.

경도, 위도, 및 수직선(빨간색).

## 지리 좌표계와 천문 경위도
경위도는 기본적으로 그 표면 지점의 수직 백터에 따라 그 백터의 방향을 수치화 한 것이다. 즉 {경도{\displaystyle \lambda }, 위도{\displaystyle \phi }} ⇔ {수직 백터{\displaystyle (\cos \phi \cos \lambda ,\,\cos \phi \sin \lambda ,\,\sin \phi )}}.
지리 좌표계에서 사용하는 지리 좌표(영어: geographic longitude and latitude)는 지구를 회전 타원체로 가정하고 그 면의 법선 백터 방향에 근거한다.

## 지리 좌표계의 변환식
지리 좌표(경도{\displaystyle \lambda }, 위도{\displaystyle \phi }, 고도{\displaystyle h})와 ECEF 직교좌표계({\displaystyle (x,y,z)}와의 변환 및 미소량의 식은 아래와 같다.
{\displaystyle {\begin{cases}x=\left(N(\phi )+h\right)\cos {\phi }\cos {\lambda }\\y=\left(N(\phi )+h\right)\cos {\phi }\sin {\lambda }\\z=\left(N(\phi )(1-e^{2})+h\right)\sin {\phi }\end{cases}}}
{\displaystyle {\begin{aligned}{\begin{pmatrix}dx\\dy\\dz\\\end{pmatrix}}={\begin{pmatrix}-\sin \lambda &-\sin \phi \cos \lambda &\cos \phi \cos \lambda \\\cos \lambda &-\sin \phi \sin \lambda &\cos \phi \sin \lambda \\0&\cos \phi &\sin \phi \\\end{pmatrix}}{\begin{pmatrix}dE\\dN\\dU\\\end{pmatrix}}\\\end{aligned}}}
{\displaystyle a}는 지구 타원체의 긴반지름, 이심률{\displaystyle (e)={\sqrt {f(2-f)}}} , {\displaystyle e^{2}=1-{{b^{2}} \over {a^{2}}}}
{\displaystyle {\begin{pmatrix}dE\\dN\\dU\\\end{pmatrix}}={\begin{pmatrix}\left(N(\phi )+h\right)\cos \phi &0&0\\0&M(\phi )+h&0\\0&0&1\\\end{pmatrix}}{\begin{pmatrix}d\lambda \\d\phi \\dh\\\end{pmatrix}}}
{\displaystyle N(\phi )={{a^{2}} \over {\sqrt {a^{2}cos^{2}\phi +b^{2}sin^{2}\phi }}}={\frac {a}{\sqrt {1-e^{2}\sin ^{2}\phi }}}}
{\displaystyle {\begin{aligned}M(\phi )={\frac {a(1-e^{2})}{\left(1-e^{2}\sin ^{2}\phi \right)^{{3} \over {2}}}}\end{aligned}}}

## 같이 보기
- 메르카토르 도법
- ISO 6709